# Jerzy Gemist-Pleton

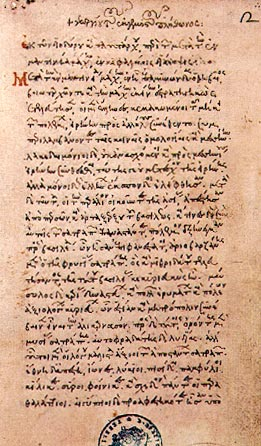
Manuskrypt Pletona

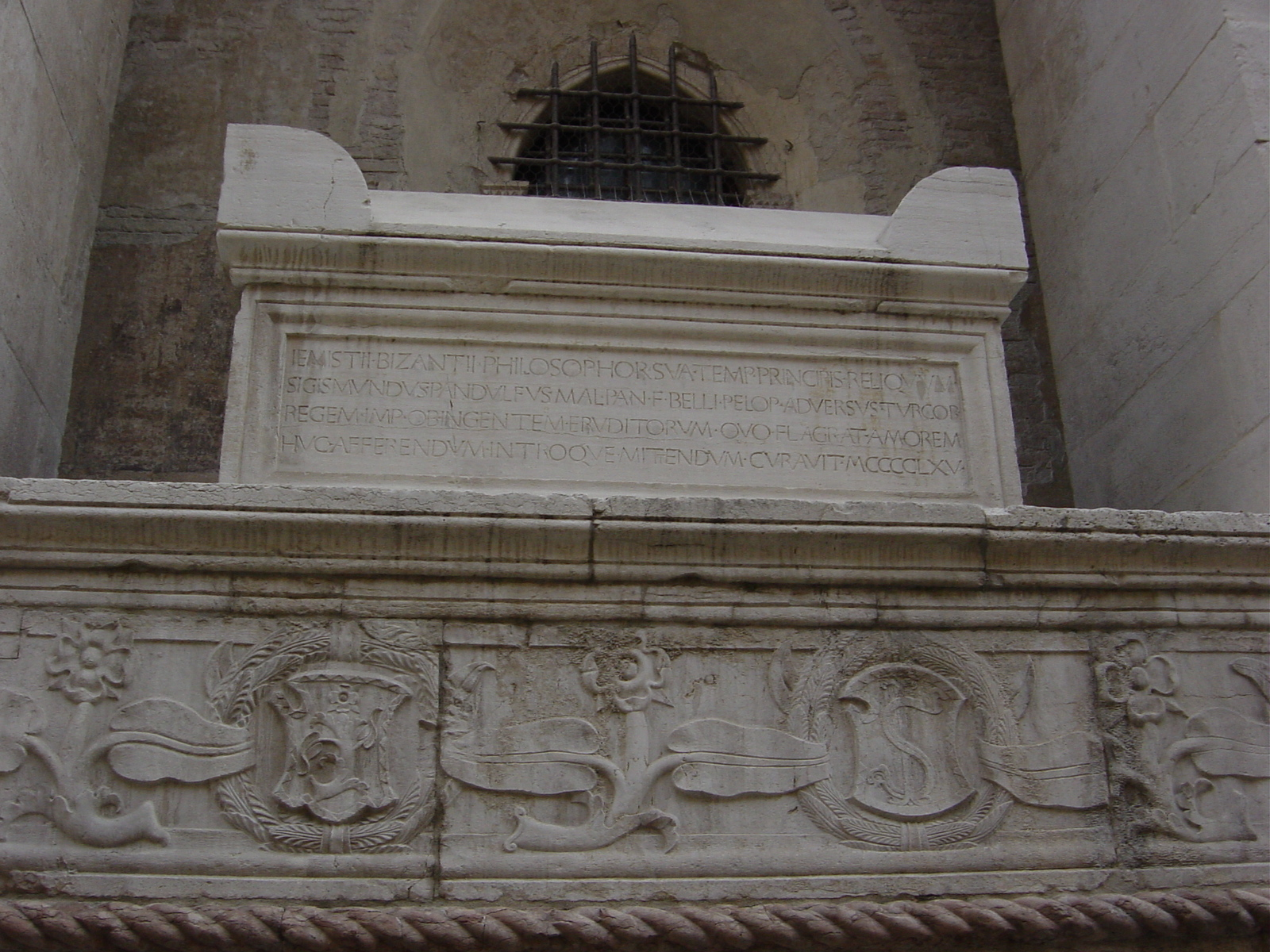
Grobowiec Pletona

Jerzy Gemist-Pleton także Gemistos Plethon (ur. ok. 1355 w Konstantynopolu, zm. ok. 1450 w Mistrze) – uczony i filozof bizantyński.

## Życiorys

### W Konstantynopolu i Mistrze
Jerzy Gemist urodził się w Konstantynopolu około 1355 roku. Rodowe nazwisko Gemist zastąpił, pisząc dzieło filozoficzne O różnicy między Arystotelesem a Platonem, pseudonimem Pleton i potem tego pseudonimu z upodobaniem używał. Zarówno nazwisko rodowe, jak i pseudonim znaczą pełny, pseudonim jest jednak bardziej klasyczny, a ponadto kojarzy się z Platonem. Wrogowie filozofa zarzucali mu, że nazwał się Pletonem, jakby chciał sugerować więź z duszą Platona. Jego zwolennicy widzieli w tym tytuł do chwały nazywając go drugim Platonem albo drugim po Platonie.
Gemist-Pleton odbył studia na dworze sułtana Murada II w Adrianopolu pod kierunkiem Ellisajosa, zwolennika politeizmu i zaratusztrianizmu. W młodości odbył liczne podróże między innymi na Cypr i do Palestyny. Przez pewien czas prowadził szkołę w stolicy Cesarstwa. Po 1393 roku przeniósł się na Peloponez, gdzie na dworze despotów w Mistrze powstał tętniący życiem ośrodek kultury bizantyńskiej i helleńskiej. W Mistrze został wysokim urzędnikiem despoty Morei, jednocześnie kontynuował działalność nauczycielską. W krótkim czasie skupił się tam wokół niego krąg znakomitych uczniów: Bessarion, przyszły kardynał Kościoła katolickiego, bracia Marek i Jan Eugenikowie, późniejszy nauczyciel greki we Florencji i filozof Jan Argiropul, historyk Laonik Chalkokondyles, Jan Moschos, po śmierci Gemista-Pletona jego następca, Michał Apostolis, który w przyszłości będzie kopiował greckie manuskrypty dla Włochów, sekretarz Gemista-Pletona Demetriusz Kabakes i wielu innych.

### Podróż do Włoch
Gemist-Pleton towarzyszył cesarzowi Janowi VIII Paleologowi na sobór we Florencji, w 1439 roku, jako jego osobisty doradca polityczno-teologiczny. Będąc osobą świecką nie uczestniczył osobiście w obradach soborowych. Nie uniknął natomiast sporów z innymi przedstawicielami Kościoła bizantyńskiego przybyłymi wraz z cesarzem na sobór. Do publicznej dysputy zmusił go Jerzy Scholar, późniejszy patriarcha Konstantynopola i jego zajadły przeciwnik. Przeciw Pletonowi występowali też Teodor Gaza i Jerzy z Trapezuntu. Kontrowersja istniejąca wśród Greków jeszcze przed ich wyjazdem na sobór, w warunkach wspólnego zamieszkiwania całej delegacji, osiągnęła swój punkt kulminacyjny. Adwersarze nie kryli przed katolickimi słuchaczami istoty sporu, który dotyczył pierwszeństwa Platona lub Arystotelesa w wykładzie wiary chrześcijańskiej. Gemist-Pleton zajmował w tych dyskusjach stanowisko zdecydowanie platońskie i antyarystotelesowe. Sprzymierzeńca znalazł w biskupie Nicei Bessarionie, również platoniku, ale bardziej umiarkowanym, starającym się znaleźć płaszczyznę uzgodnienia obydwu systemów filozoficznych.
Platonizm Gemista-Pletona był szczególnego rodzaju. Pozostawał pod silnym wpływem doktryny Plotyna i filozofów aleksandryjskich z II wieku po Chrystusie. Pleton głosił ponadto, że wszechświat posiada ukryty sens, objawiony w ezoterycznych pismach Hermesa Trismegistosa i Pseudo-Dionizego Areopagity. Rozmowy na temat Platona zafascynowały władcę Florencji Kosmę Medyceusza i florenckich uczonych, samego zaś Pletona względna ignorancja florentyńczyków skłoniła do napisania dzieła O różnicy między Arystotelesem i Platonem, w którym atakował Arystotelesa i wysławiał Platona. Florenckie wykłady Gemista-Pletona odrodziły zainteresowanie Platonem na Zachodzie, co zaowocowało renesansowym platonizmem.

### Schyłek życia
Po soborze Gemist-Pleton powrócił do Mistry, gdzie zmarł w 1452 roku, na rok przed upadkiem rodzinnego miasta. Jego ciało spoczęło w Mistrze. W 1460 roku zdobyli Mistrę Turcy. w 1464 roku Sigismondo Malatesta odzyskał dolne miasto, gdzie odnalazł grób Pletona. Przed laty bezskutecznie namawiał filozofa, by objął kierownictwo jego nadwornej szkoły w Rimini. Po wkroczeniu do Mistry odnalazł jego grób i zabrał jego zwłoki do Rimini. Do dziś spoczywają w grobowcu w Tempio Malatestina, a nagrobna inskrypcja głosi: Szczątki Gemistosa Bizantyńczyka, Księcia Filozofów swoich czasów.
Reakcja na twórczość Pletona poszła w kilku kierunkach. Jego główny przeciwnik w Bizancjum mnich Gennadiusz Scholar został przez sułtana Mehmeda II wybrany patriarchą Konstantynopola. Jako głowa Kościoła bizantyńskiego potępił wyraźnie antychrześcijańską, zmierzającą do odrodzenia religii pogańskiej filozofię Pletona. Nakazał skonfiskować i spalić wszystkie egzemplarze jego głównego dzieła Prawa. Sam w opozycji do Pletona, rozwijał teologię w oparciu o filozofię Arystotelesa. Jeden z uczniów Pletona, Juwenalis, który jeszcze przez Jana VIII został za antychrześcijańskie poglądy wygnany z Konstantynopola, na Peloponezie stracił język i prawą rękę, a w końcu został strącony ze skały. Zanim los jego tragicznie się dopełnił nazwał siebie męczennikiem pierwszej zasady rządzącej rzeczywistością. We Włoszech uczniowie Pletona Bessarion i Jan Argiropul starali się wbrew swemu nauczycielowi wykazać, że Platon i jego doktryna nie tylko nie są z chrześcijaństwem sprzeczne, ale prowadzą do niego i wiele z prawd chrześcijańskich faktycznie już głoszą. We Florencji Kosma Medyceusz polecił w 1451 roku Marsilio Ficino, który już od dawna uczył się greki, by przetłumaczył i skomentował różne pisma Platona. Z inspiracji tej około 1460 roku powstała we Florencji tzw. Akademia platońska.

## Twórczość
Gemist-Pleton był przede wszystkim filozofem politycznym. Pozostawił po sobie Mowę doradczą (Symbuleutikὸn) z około 1415 roku, w której proponował Teodorowi II przeprowadzenie reform społecznych i ekonomicznych. Jego głównym dziełem był traktat O prawach (Perí nὸmon), złożony z 3 ksiąg, z których zachowały się jedynie fragmenty: rozdziały O cnotach (Perí aretὸn) i O predestynacji (Perí týches). Ważne miejsce w twórczości Pletona zajmuje praca O różnicy między Arystotelesem i Platonem (wydane jako Platonicae et Aristotelicae philosophiae comaparatio w 1532 roku w Wenecji). Pleton interesował się też zagadnieniami geograficznymi, czego dowodem są Poprawki do niektórych błędów Strabona (Diὸrthosis enion ton uk orthὸs hypὸ Strábonos legomenon). Napisał też szereg prac z historii Grecji (wyd. w Londynie w 1989 roku przez E. V. Maltese pt. Georgii Gemisti P. Opuscula de historia graeca).
Sławę zyskał będąc jednym z pierwszych filozofów renesansowych, którzy przenieśli na grunt włoski nieznane rękopisy Platona. Poza scholiami do Tukidydesa był autorem pism filozoficznych. Koncepcja filozoficzna Pletona wychodziła z założenia platonizmu. W interpretacji neoplatońskiej nosiła ona charakter religijny i miała w jego planach zastąpić doktrynę chrześcijańską.